# Verve (beeldende kunst)
Verve was een kunstenaarsgroep die vanuit Den Haag enige jaren gezamenlijk naar buiten trad.

## Geschiedenis
In 1951 werd in Den Haag door de Pulchri Studio-leden, Theo Bitter, Jan van Heel, Nol Kroes, Willem Schrofer en Frans de Wit de kunstenaarsgroep ’’Verve’’ opgericht. Met nadruk geen vereniging, school of stroming, maar een groep. De samenvoeging van enige ongeveer gelijkgerichte Haagse schilders en beeldhouwers tot een "groep", is ontstaan uit de behoefte van gemeenschappelijk optreden naar buiten. Gezamenlijk wilden zij door hun werk en door persoonlijk contact verschillende bevolkingsgroepen bereiken en beïnvloeden. De eerste expositie was in 1951 aan het Voorhout 58 bij Esher Surrey Art Galleries. De meeste leden waren figuratief werkende kunstenaars, die vooral op Parijs georiënteerd waren.
De groep bestond uit 15 schilders en enkele beeldhouwers. Naar aanleiding van een inleiding bij een van hun tentoonstellingen werd door Jan Hulsker badinerend de term Nieuwe Haagse School gebruikt. In 1958 was de kracht van het bindende element verdwenen en ging ieder weer zijn eigen weg.

## Leden
De volgende kunstenaars zijn lid van Verve geweest:

De schilders:

Kees Andrea (1914 - 2006), Hannie Bal (1921), Herman Berserik (1921 - 2002), Theo Bitter (1916 - 1994), Querine Collard (1920 - 1963), Rein Draijer (1899 - 1986), Jan van Heel (1898 - 1990), Nol Kroes (1918 - 1976), Willem Minderman (1910 - 1985), Henk Munnik (1912 - 1997), Rinus van der Neut (1910 - 1999), Willem Schrofer (1898 - 1968), Ferry Slebe (1907 - 1994), Frans Vollmer (1913 - 1961), Co Westerik (1924 - 2018) en Frans de Wit (1901 - 1981).

En de beeldhouwers:

Hubert Bekman, (1896 - 1974), Dirk Bus (1907 - 1978), Theo van der Nahmer (1917 – 1989), Rudi Rooijackers (1920 - 1998) en Bram Roth (1916 - 1995).

Later werden lid:

Wil Bouthoorn (1916 - 2004), George Lampe (1921 - 1982), Christiaan de Moor (1899 – 1981) en Aart van den IJssel, (1922 - 1983).